# Лагуна Сека (Коросаль)
Лагуна Сека (англ. Laguna Seca) — природне, тропічне та стічне озеро в окрузі Коросаль, що в Белізі. Довжина до 3 км, а ширина до 2 км, і розкинуло свої плеса на висоті до 2 метрів. Знаходиться майже на узбережжі Карибського моря, зокрема неподалік його затоки-бухти Четумаль, куди впадає канал Сан-Хуан Канал (San Juan Canal), який витікає саме з озера.
Довкола озера лісові зарослі тропічного лісу та сільськогосподарські угіддя. Найближчі поселення: Куппер Банк (Copper Bank) та Чунокс (Chunox) — які знаходяться на берегах озера.